# 6035 Citlaltépetl
6035 Citlaltépetl è un asteroide della fascia principale. Scoperto nel 1987, presenta un'orbita caratterizzata da un semiasse maggiore pari a 2,3142807 au e da un'eccentricità di 0,2179014, inclinata di 23,98634° rispetto all'eclittica.
L'asteroide è dedicato alla montagna del Messico Pico de Orizaba.